# Berenty-reservaat
Het Berenty-reservaat is een klein privéreservaat gelegen langs de rivier de Mandrake in Androy, een regio in het uiterste zuiden van Madagaskar. Het reservaat werd in 1936 opgericht door de familie Heaulme, in samenwerking met lokale Antandroy-stammen. Aan het begin van de 21e eeuw behoorde het tot de meest op toeristen georiënteerde parken van Madagaskar.

## Klimaat
Gelegen in het zuiden van Madagaskar kent het park hete, natte zomers, met temperaturen boven de 40 °C, en koude droge winters. Het heeft een jaarlijkse neerslag van 300 tot 900 centimeter per jaar.

## Flora
Het reservaat maakt deel uit van het doornig struikgewas van Madagaskar, Madagaskars unieke ecoregio met vegetatie bestand tegen de meest extreme droogtes. Door zijn ligging aan de Mandrake heeft de flora van het reservaat een rijke biodiversiteit. Tamarindes behoren tot de meest representatieve planten.

## Fauna

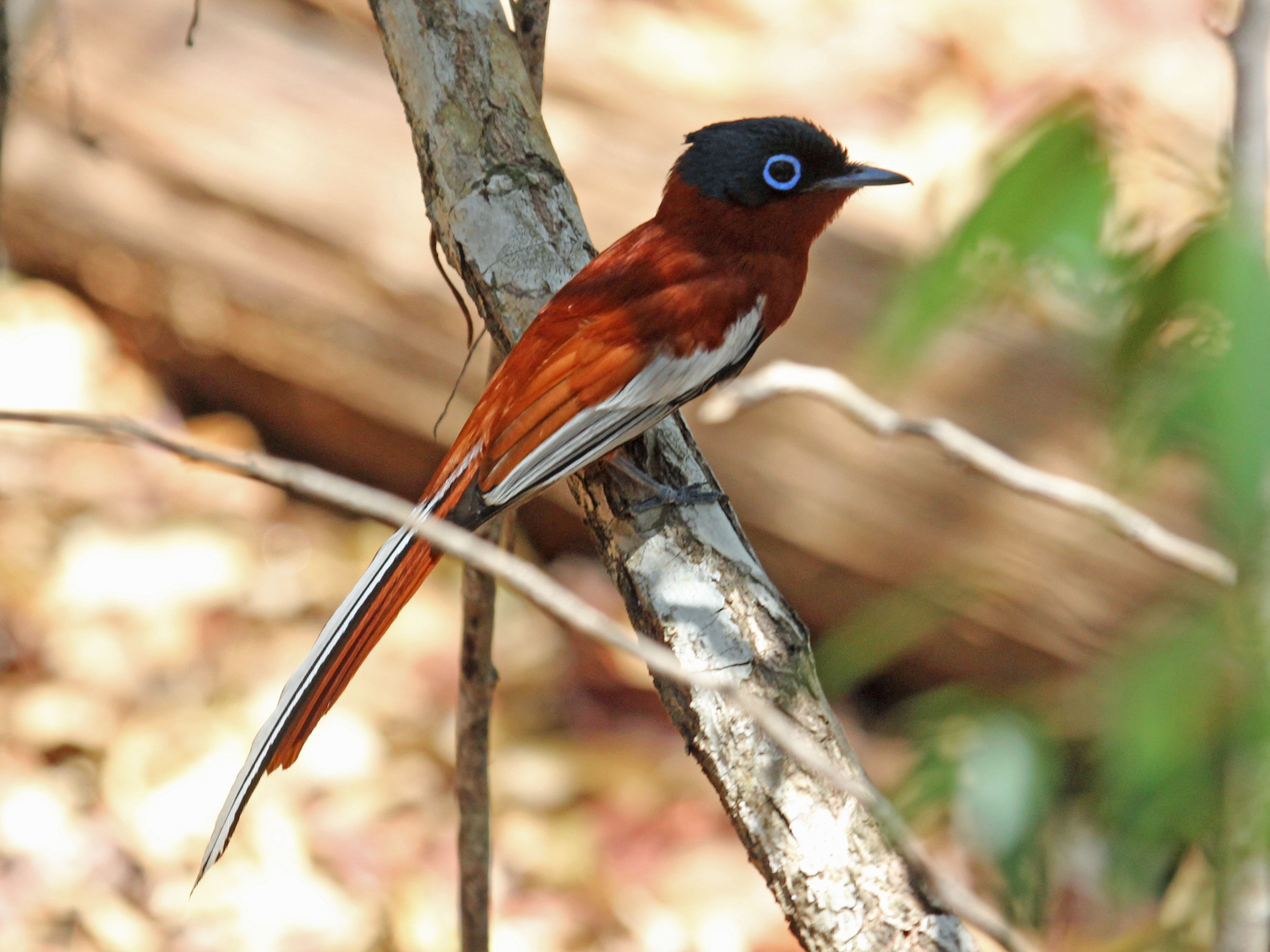
Madagaskarparadijsmonarch

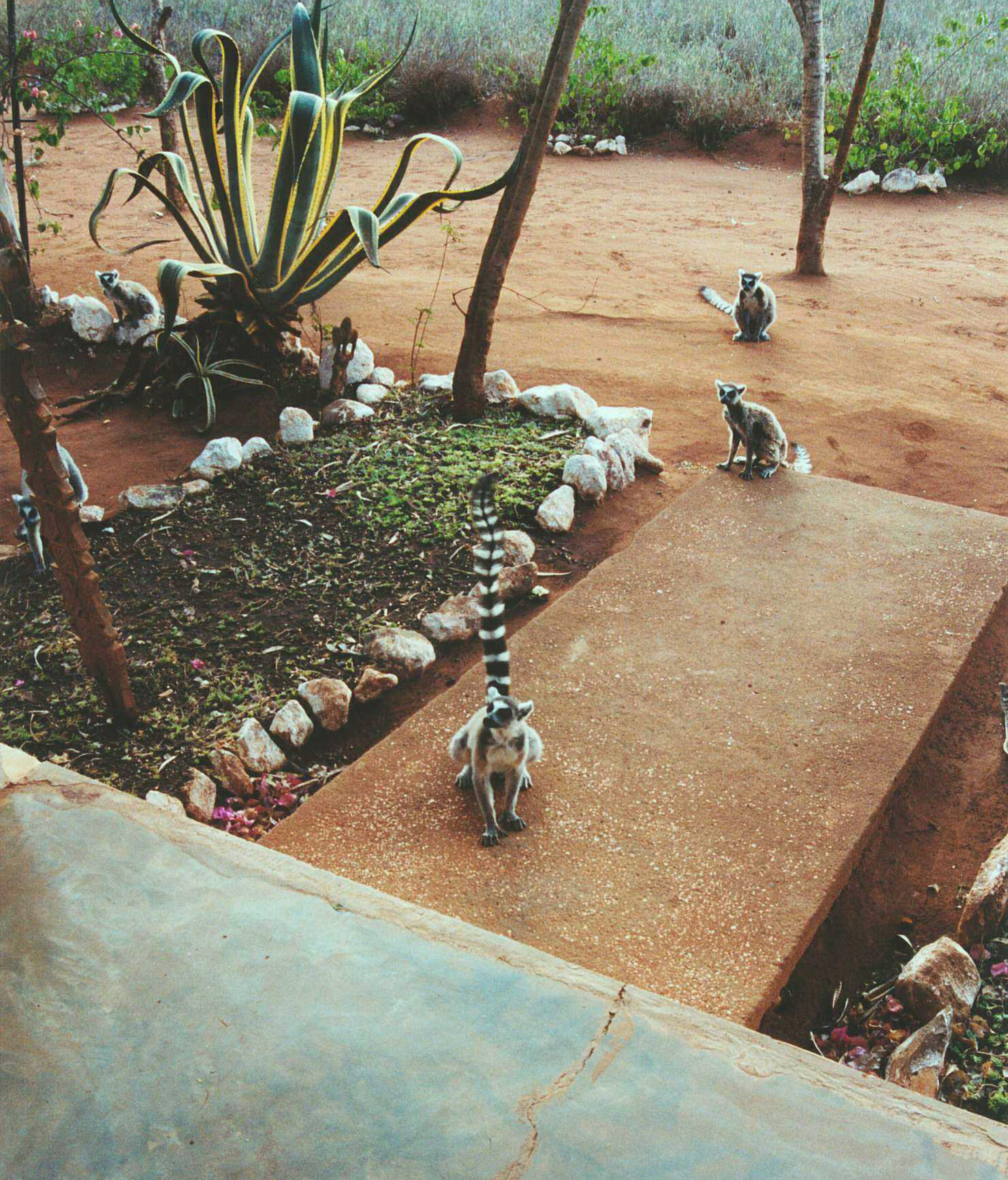
Ringstaartmaki's in het Berenty Reserve

In het reservaat en zijn omgeving zijn bijna honderd vogelsoorten geregistreerd, waaronder veel endemische vogelsoorten, zoals de haaksnavelvanga, de Madagaskarparadijsmonarch en veel soorten coua's. Ook veel insectensoorten en reptielen, zoals de Dumerils Madagaskar-boa, zijn er te vinden.

### Lemuren
Het park speelde een grote rol bij de studie van lemuren. Bioloog Alison Jolly en anderen hebben hier al decennialang ringstaartmaki's, sifaka's, bruine maki's en andere lemuursoorten geobserveerd.
Ook nu is het reservaat populair door zijn lemuren, die gewend zijn geraakt aan de vele bezoekers. Het park heeft een reptielenhuis en zelfs accommodatie voor bezoekers, zodat de mogelijkheid bestaat om ook nachtdieren te spotten, zoals de witvoetwezelmaki (Lepilemur leucopus), de dwergmuismaki (Microcebus murinus) en de Microcebus griseorufus.

## Antandroy
In het reservaat staat het Museum van de Antandroy, door velen gezien als het beste etnologisch museum van Madagaskar, waar het dagelijkse leven van de Antandroy wordt uitgelegd met behulp van foto's en gebruiksvoorwerpen. Vlak bij het museum staat een replica van een Antandroy-dorp.
Anja Community Reserve ·
Berenty-reservaat ·
Renialareservaat ·
Kirindy Forest ·
Zoölogisch park van Ivoloina